# Alexandre Godart de Juvigny
Pour les articles homonymes, voir Godart.
Alexandre Godart de Juvigny, né le 4 novembre 1786 à Châlons-sur-Marne (Marne) et mort le 4 janvier 1856 à Châlons-sur-Marne, est un homme politique français.

## Biographie
Propriétaire de vignobles, ancien payeur du trésor royal, il est conseiller général, maire de Châlons-sur-Marne en 1830 puis colonel de la Garde nationale de Châlons avant de devenir à nouveau maire en 1844. Député de la Marne de 1852 à 1856, siégeant dans la majorité dynastique soutenant le Second Empire.
Il fut officier de la Légion d'honneur en 1844 et une place de la ville lui est dédiée.
Il est inhumé au Cimetière de l'Ouest à Châlons-en-Champagne.

## Sources
- « Alexandre Godart de Juvigny », dans Adolphe Robert et Gaston Cougny, Dictionnaire des parlementaires français, Edgar Bourloton, 1889-1891 [détail de l’édition]
- Mémoires de la Société d'agriculture, commerce, sciences et arts du département de la Marne, 1855-56, P40.
- Base Léonore de la Légion d'honneur (Extrait d'acte de naissance)